# Harold Barron
Harold Earl "Hal" Barron (Berwyn, Pennsilvània, 29 d'agost de 1894 - San Francisco, 5 d'octubre de 1978) va ser un atleta estatunidenc, especialista en els 110 metres tanques, que va competir a començaments del segle xx.
El 1920 va prendre part en els Jocs Olímpics d'Anvers, on disputà la prova dels 110 metres tanques del programa d'atletisme. En ella guanyà la medalla de plata en quedar rere el canadenc Earl Thomson.
Barron guanyà el títol de tanques de l'AAU el 1917 i 1920, i el de la NCAA el 1922. Després de graduar-se a la Universitat Estatal de Pennsilvània va ser contractat com a entrenador assistent d'atletisme a la Mercersburg Academy per l'entrenador principal Jimmy Curran, després a la Cascadilla School de Nova York i finalment a l'Institut de Tecnologia de Geòrgia.

## Millors marques
- 110 metres tanques. 15.0"(1917)[2]